# 1576 Fabiola
1576 Fabiola è un asteroide della fascia principale del diametro medio di circa 27,25 km. Scoperto nel 1948, presenta un'orbita caratterizzata da un semiasse maggiore pari a 3,1452102 UA e da un'eccentricità di 0,1728232, inclinata di 0,94427° rispetto all'eclittica.
L'asteroide è dedicato a Fabiola de Mora y Aragón, Regina dei Belgi.